# Folgensbourg
Folgensbourg – miejscowość i gmina we Francji, w regionie Grand Est, w departamencie Górny Ren.
Według danych na rok 1990 gminę zamieszkiwało 581 osób, 86 os./km².